# Vi skulle ju bli lyckliga...
Vi skulle ju bli lyckliga... är en svensk kortfilm från 1995 i regi av Ylva Gustavsson.

## Rollista
- Ann-Sofie Rase – Mia
- Alexandra Mörner – Carro
- Nils Moritz – kunden
- Tommy Andersson – bartendern
- Carl Kjellgren – barägaren
- Ole Forsberg – Harry Ståhl
- Mia Benson – barnmorskan
- Boman Oscarsson – chefen
- Tilde Hansen – bebis
- Tova Magnusson-Norling – Mias syster
- Jacek Surosz – hennes man
- Viola Torneport – deras dotter
- Marianne Hedengrahn – Mias mamma
- Tomas Laustiola – Mias pappa
- Agneta Prytz – Mias mormor
- Kenny Emanielson – Mias bror
- Tobias Almér – Mias brors kompis
- Johan Tillenius – Mias brors kompis
- Anna-Sophia Phil – Mias brors kompis
- Gunlög Mårdstam – Carros mamma
- Olle Casemyr – Carros mammas man
- Peter Hagfors	– ambulansförare
- Pia Nilsson – ambulansförare
- Johnny Nilsson – telefonröst